# Coucal noirou
Centropus nigrorufus
Espèce
Statut de conservation UICN

 VU C2a(i) : Vulnérable
Le Coucal noirou (Centropus nigrorufus) est une espèce d'oiseaux de la famille des Cuculidae. C'est une espèce monotypique.
Cet oiseau fréquente les zones côtières de l'île de Java (Indonésie).